# Anele Ngcongca
Calvin Anele Ngcongca  (sinh ngày 21 tháng 10 năm 1987 - mất ngày 23 tháng 11 năm 2020), hay Anele Ngcongca, là một cầu thủ bóng đá người Nam Phi hiện tại thi đấu cho Mamelodi Sundowns.
Vào ngày 29 tháng 8 năm 2015, anh gia nhập Troyes AC theo dạng cho mượn 1 mùa giải từ Racing Genk sau khi bị huấn luyện viên trưởng đẩy xuống vị trí dự bị.